# Amphiophiura fastigiata
Amphiophiura fastigiata är en ormstjärneart som beskrevs av Jean Baptiste François René Koehler 1922. Amphiophiura fastigiata ingår i släktet Amphiophiura och familjen fransormstjärnor. Inga underarter finns listade i Catalogue of Life.